# Bibiomima handlirschi
Bibiomima handlirschi là một loài ruồi trong họ Tachinidae.